# Triple Sugar Iron-Agar
Triple Sugar Iron-Agar (englisch für Dreizucker-Eisen-Agar), kurz TSI-Agar bezeichnet ein Reagenzglas-Nährmedium, welches dem Nachweis von Schwefelwasserstoff produzierenden und/oder Zucker fermentierenden Bakterien dient. Der Test besteht aus Agar, vermischt mit einem pH-Indikator (Phenolrot) und den drei Zuckern Lactose (1 %), Saccharose (1 %) und Glucose (0,1 %). In der medizinischen Mikrobiologie dient er hauptsächlich dem Nachweis von pathogenen enterischen Bakterien wie Salmonellen und Shigellen.
Bei der Fermentation der genannten Zucker entstehen bevorzugt saure Metaboliten, welche den Indikator von rotviolett (pH > 7,3) nach gelb (1 < pH < 7,3) umschlagen lassen. Einige Bakterien sind in der Lage, Thiosulfate zu Sulfiden zu reduzieren, welche mit Eisenionen unlösliche, schwarze Eisensulfide bilden.